# مهمة قياس تساقط الأمطار الاستوائية

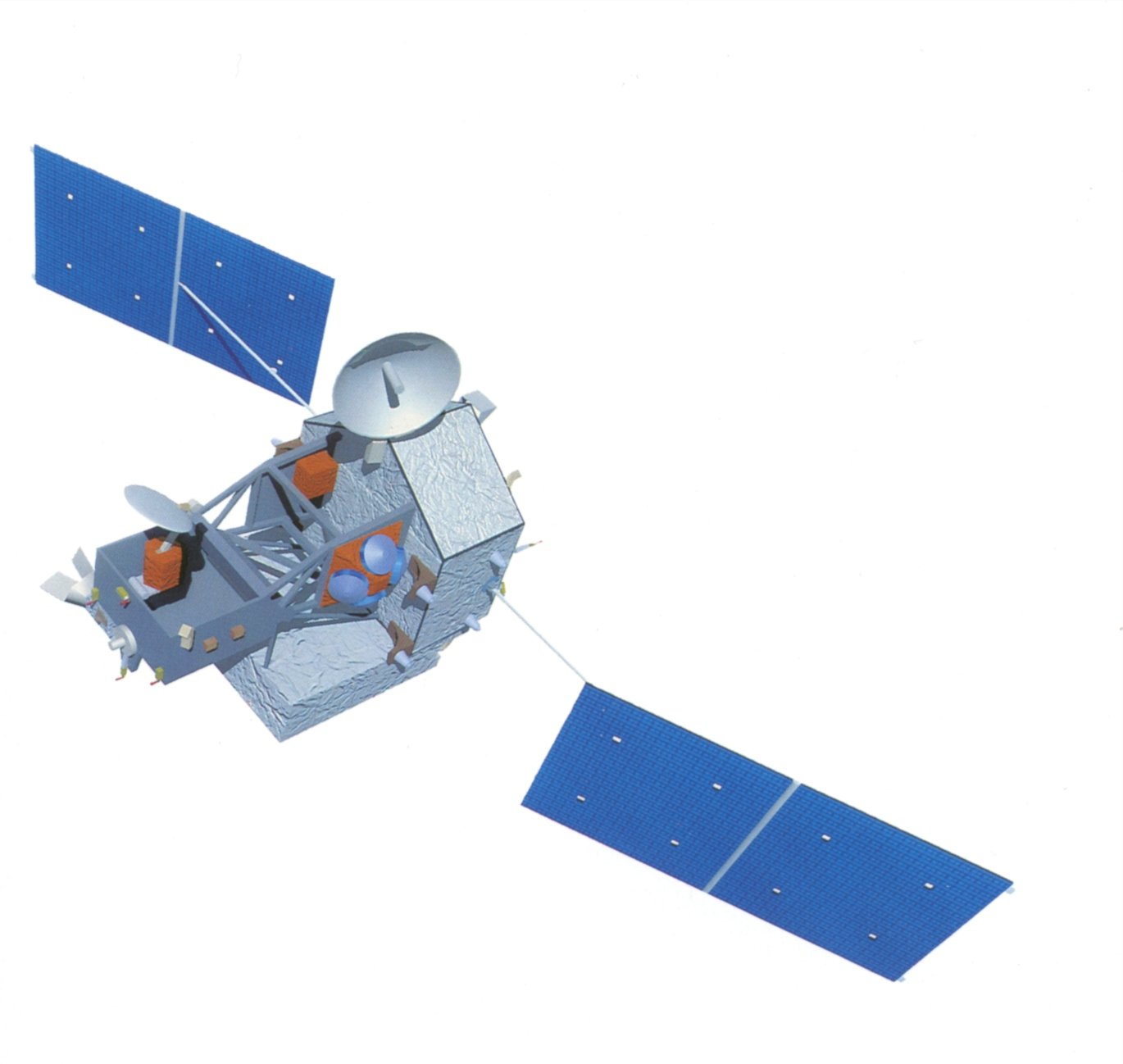
رسم تخيلي للقمر الاصطناعي للمهمة

مهمة قياس تساقط الأمطار الاستوائية (ملاحظة 1) كانت مهمة فضائية مشتركة بين الإدارة الأمريكية للفضاء (ناسا) ومنظمة استكشاف الفضاء اليابانية (جاكسا) هدفت لرصد ودراسة تساقط الأمطار في المناطق الاستوائية.
أطلق القمر الاصطناعي في السابع والعشرين من نوفمبر (تشرين الثاني) سنة 1997 من مركز تانيغاشيما الفضائي في اليابان. كان مخططاً للمهمة أن تستمر لثلاث سنوات، إلا أنها استمرت لمدة 17 سنة في جمع البيانات، وذلك بعد إجراء عدة تمديدات للمهمة، إلى أن أعلن عن انتهائها رسمياً في أبريل (نيسان) سنة 2015. أعيد القمرالاصطناعي إلى الأرض في السادس عشر من يونيو (حزيران) سنة 2015.

## هوامش
- ملاحظة 1 يرمز لها اختصاراً TRMM من الإنجليزية Tropical Rainfall Measuring Mission.